# ハンコック郡 (ジョージア州)
ハンコック郡（Hancock County）は、アメリカ合衆国ジョージア州にある郡である。人口は9,429人（2010年）。郡庁所在地はスパルタである。

## 地理
アメリカ合衆国統計局によると、この郡は総面積1,240 km2 (479 mi2) である。このうち1,226 km2 (473 mi2) が陸地で14 km2 (5 mi2) が水地域である。総面積の1.14%が水地域となっている。

## 人口動勢
2000年国勢調査で、この郡は人口10,076人、3,237世帯、及び2,311家族が暮らしている。人口密度は8/km2 (21/mi2) である。4/km2 (9/mi2) の平均的な密度に4,287軒の住宅が建っている。この郡の人種的な構成は白人21.46%、アフリカン・アメリカン77.76%、先住民0.16%、アジア0.11%、太平洋諸島系0.00%、その他の人種0.14%、及び混血0.38%である。ここの人口の0.54%はヒスパニックまたはラテン系である。
この郡内の住民は24.10%が18歳未満の未成年、18歳以上24歳以下が9.90%、25歳以上44歳以下が31.00%、45歳以上64歳以下が23.00%、及び65歳以上が12.00%にわたっている。中央値年齢は36歳である。女性100人ごとに対して男性は114.60人である。18歳以上の女性100人ごとに対して男性は118.20人である。
この郡内の世帯ごとの平均的な収入は22,003米ドルであり、家族ごとの平均的な収入は27,232米ドルである。男性は26,062米ドルに対して女性は19,328米ドルの平均的な収入がある。この郡の一人当たりの収入 (per capita income) は10,916米ドルである。人口の29.40%及び家族の26.10%は貧困線以下である。全人口のうち18歳未満の45.40%及び65歳以上の25.30%は貧困線以下の生活を送っている。

## 都市及び町
- Sparta